# 1595
| 1595               |
| ------------------ |
| Dødsfald - Fødsler |
| • Begivenheder     |

| Gregoriansk kalender | 1595 MDXCV              |
| Ab urbe condita      | 2348                    |
| Armensk kalender     | 1044 ԹՎ ՌԽԴ             |
| Kinesiske kalender   | 4291 – 4292 甲午 – 乙未 |
| Etiopisk kalender    | 1587 – 1588             |
| Jødisk kalender      | 5355 – 5356             |
| Hindukalendere       |                         |
| - Vikram Samvat      | 1650 – 1651             |
| - Shaka Samvat       | 1517 – 1518             |
| - Kali Yuga          | 4696 – 4697             |
| Iransk kalender      | 973 – 974               |
| Islamisk kalender    | 1003 – 1004             |

Konge i Danmark: Christian 4. 1588 – 1648
Se også 1595 (tal)